# Scio CDP (Nueva York)
Scio es un lugar designado por el censo ubicado en el condado de Allegany en el estado estadounidense de Nueva York. En el Censo de 2020 tenía una población de 525 habitantes y una densidad poblacional de 153,06 habitantes por km². Fue incluido como CDP por primera vez en el censo de 2010.

## Geografía
Scio se encuentra ubicado en las coordenadas 42°10′17″N 77°58′43″O / 42.17139, -77.97861. Según la Oficina del Censo de los Estados Unidos,  tiene una superficie total de 3,43 km², todos correspondientes a tierra firme.